# Poolbillard 1992
Die Poolbillard-Saison 1992 war eine Serie von Poolbillard-Turnieren, die von der World Pool-Billiard Association veranstaltet wurden.

## Saisonergebnisse
| Datum                           | Turnier                                   | Austragungsort    | Disziplin       | Sieger             | Finalist        | Ergebnis |
| 29. Mai bis 31. Mai             | ET 1 – Belgium Open 1992                  | Waregem           | 9-Ball          | Mika Immonen       | Tom Storm       |          |
| 26. Juni bis 28. Juni           | ET 2 – Dutch Open 1992                    | Loohorst          | 9-Ball          | Thomas Engert      | Mario Lannoye   |          |
| 21. August bis 23. August       | ET 3 – Hungarian Open 1992                | Pécs              | 9-Ball          | Thomas Engert      | Peter Haidinger |          |
| 16. September bis 20. September | US Open 9-Ball 1992                       | Chesapeake, VA    | 9-Ball          | Tommy Kennedy      | unbekannt       |          |
| 23. Oktober bis 25. Oktober     | ET 4 – French Open 1992                   | Monte-Carlo       | 9-Ball          | Ralf Souquet       | Thomas Schröder |          |
| 19. November bis 21. November   | ET 5 – Italian Open 1992                  | Campione d’Italia | 9-Ball          | Bernd Jahnke       | Ralf Souquet    |          |
| 18. Dezember bis 20. Dezember   | ET 6 – The Monte Carlo Open 1992          | Monte-Carlo       | 9-Ball          | Herbert Friedemann | Mika Immonen    |          |
|                                 | International Challenge of Champions 1992 | Uncasville        | 9-Ball          | Buddy Hall         | unbekannt       |          |
|                                 | 9-Ball-Weltmeisterschaft 1992             | Taipeh            | 9-Ball          | Johnny Archer      | Robert Hunter   |          |
|                                 | Europameisterschaft 1992                  | Ljubljana         | 14/1 endlos     | Niklas Bergendorff | Ralf Souquet    |          |
| 8-Ball                          | Europameisterschaft 1992                  | Ljubljana         | Ralf Souquet    | Trond Larsen       |                 |          |
| Velden                          | Europameisterschaft 1992                  | 9-Ball            | Werner Duregger | Mario Lannoye      |                 |          |